# Konstantin I av Skottland

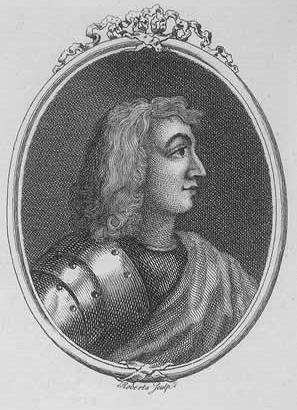

Konstantin I av Skottland (gaeliska: Còiseam I na h-Alba (Causantín mac Cináeda), född 836, död 877, var kung av Skottland från 863 till sin död. Han var son till kung Kenneth I av Skottland och efterträdde sin farbror Donald I på tronen.

## Biografi
Under större delen av sin tid som kung kämpade han mot vikingar eller försökte expandera riket söderut. År 864 angrep Olav Kvite av Dublin, men han blev snabbt slagen av Konstantin. Därefter rådde fred med de nordiska kungarna för en tid, tills Torstein den Røde ledde nya angrepp. De blev också snabbt tillbakaslagna. 
År 872 såg han till att Arthgal av Strathclyde, som var hans svåger, blev mördad. Därmed tog han kontrollen över södra Skottland. 
Även om han normalt utmärkte sig som en skicklig ledare i strid hände det att Konstantin lät mörda sina rivaler för att bevara freden. Denna politik kom senare att användas i Skottland av kung Ethelred II av England år 1000. 
Till slut ändades hans liv av vikingarna. En grupp från Dublin som var på plundringståg i Skottland slog sig ned i Fife och Konstantin mötte dem för att driva bort dem. År 877 anses han ha fallit i strid mot vikingar vid Den svarta grottan. 
Konstantin följdes av sin bror Aedh av Skottland. Hans son Donald II av Skottland blev kung efter det gemensamma kungadömet av Eochaid av Skottland och Giric av Skottland. 